# 齊威王
齊威王（約前378年—前320年），妫姓，田氏，名因齊，戰國策作嬰齊，出土文物作陈侯因齐（上次下月），田齊君主，為田齊桓公之子。在位初期，「好為淫樂長夜之飲，沈湎不治」，把政事交給卿大夫處理。後來採姬妾虞姬之言，重用即墨大夫，烹殺佞臣阿大夫，齊國得以大治。其後在能臣鄒忌、田忌的輔助下，一度稱王中原。齐侯称王，自齊威王始。

## 生卒年份
據《史記·田敬仲完世家》索隱注引紀年：「齊康公五年，田侯午生。」齊康公五年，即前400年。田齊桓公出生於此年，以古人平均30歲一世，20歲左右始有一子，所以齊威王至少應在前380年以後出生。《史記·田世家》記載威王前379年即位，接著在前370年一鳴驚人，壯大齊國。而當時僅十歲，不可能治理國家，故《史記》所載的齊威王元年，即前378年，應當作齊威王的出生年，其父桓公此年為23歲，有子合理。據近人楊寬考証，齊威王的卒年當在前320年，如此則年壽有59。
《資治通鑑》依據《史記》記載，作齊威王於周安王二十三年（前379年）登位，去世年作周顯王三十六年（前333年），比《史記》晚10年，以求與《戰國策》齊威王與魏惠王徐州相王的事跡相同。

## 一鳴驚人
齊威王本仗著齊國國力強盛，日夜飲酒作樂、不理朝政。齊國官員尸位素餐，導致朝政荒廢，齊國國勢漸衰。周邊諸侯國見齊國衰弱紛紛出兵攻打齊國，奪走齊國許多城池和土地。
在國勢衰弱的同時，齊威王又是一名喜怒無常的人，若臣子上書勸戒，齊威王一怒之下輕則免官、重則恐惹來殺身之禍。
當時齊國有一人名淳于髡，此人身高不足七尺但善於辯論，他知道齊威王喜歡謎語，因此他前去拜會齊威王並編了一個謎題說：「我國有一隻大鳥，棲息在大王的宮廷裡，已經有好幾年了，但是牠既不飛也不叫，不知道是為什麼？」
齊威王明白淳于髡所說的大鳥就是指他，比喻他待在宮廷卻不理朝政，齊威王笑著回答說：「此鳥不飛則已、一飛沖天，不鳴則已、一鳴驚人。」
淳于髡聽到齊威王了解他的意思亦笑著說：「大王的指教十分英明，如今很多朝臣都在等待著大鳥飛翔和鳴叫啊！」
齊威王自此力圖振作、整頓朝政，出兵擊退侵犯齊國的敵人。由於齊國重新振作，各國紛紛將侵佔的土地還給齊國。此後齊國的國力更加強盛了。

## 門庭若市
宰相鄒忌形容美麗，曾經向妻、妾、客詢問自己與齊國美男子城北徐公相比誰更美，而妻因為偏愛自己、妾因為害怕自己、客因為有求於自己，都說自己比城北徐公美。鄒忌在發現城北徐公比自己美麗太多後，從中悟出自己受到了蒙蔽，從而想到齊威王受到的宮婦左右、大臣、百姓的蒙蔽比自己更嚴重。於是他告訴威王這個故事，建議齊威王廣開言路。齊王果然從善如流，一時大臣爭相提出意見，宮廷門前熙熙攘攘，一年後齊國大治，這是成語門庭若市的典故。

## 齐魏比宝
前355年，齐威王、魏惠王狩猎于田郊，魏王炫耀魏国的富有，而齐威王认为国家的宝物是人才而不是珠宝，他说：“我以田盼镇守高唐，赵国人则不敢到河边捕鱼。我以申缚镇守徐州，则燕、赵两国的民众出行前都要向天祈祷。我以檀子镇守南城，则楚人不敢北上。这些贤人所发挥的作用，又岂是区区夜明珠可比的？”

## 馬陵之戰
前342年，大將田忌聽說孫臏是個將才，把他推薦給齊威王，齊王任用他，兩次大敗魏軍，並在馬陵之戰射殺魏將龐涓（一說自殺），擒魏太子申。

## 徐州相王
齊威王二十三年（前334年），魏惠王在徐州（今山東微山東北）尊齊威王為王，齊威王亦承認魏惠王為王，史稱“會徐州相王”。楚威王對此憤怒不已，「寢不寐，食不飽」，次年亲領大軍伐齊，趙國、燕國兩國乘機出兵攻齊。前333年，楚威王和赵军联合，大败齐将申缚于徐州。

## 怒罵周天子
周朝衰微時，已無諸侯朝見，惟田齊堅持。一年多後，周烈王駕崩，諸侯都去弔喪。齊王因事遲到，時任周天子顯王因而發怒，責備齊王：「先天子駕崩猶如天崩地裂，新天子都離席了，齊國田嬰齊竟然遲到，應該處斬！」齊威王得知後勃然怒罵：「叱嗟，而母婢也。」白話文翻譯就是：「呸，你的母親只是個婢女。」含義就是：「你的母親算是個甚麼？」魯迅把這句視作國罵的始祖。

## 影視形象

### 電視劇
- 1997年中國電視劇《東周列國戰國篇》：叶钧 飾
- 2000年中國電視劇《孫子兵法與三十六計》：張漢英 飾
- 2009年中國電視劇《大秦帝國之裂變》：季晨飾
- 2012年中國電視劇《大秦帝國之縱橫》：何湧生飾

### 電影
- 2011年中國電影《戰國》：中井貴一飾

## 家庭
父母
- 田齊桓公田午

妻妾
- 齊威王后（《淮南子·道應》，《韓非子·外儲說右上》作夫人）
- 另有10位姬妾姓名不詳（《韓非子·外儲說右上》，《戰國策·齊策三》作7位）
- 衛姬（《戰國策·齊策·靖郭君謂齊王》）
- 虞娟之（《列女傳·辯通傳·齊威虞姬》）

子女
- 齊宣王田辟疆
- 靖郭君田嬰
- 郊師（《戰國策·齊策·靖郭君謂齊王》）

## 在位年與西曆對照表
| 前任： 父田齊桓公 | 齊国君主 前356年－前320年 | 繼任： 子齊宣王 |